# 蓼沿乡
蓼沿乡是福州市连江县下辖的一个乡，位于连江县西北部，东侧与丹阳镇接壤，面积136平方公里。下辖22个行政村。乡政府驻地在蓼沿村。

## 行政区划
现辖：
蓼沿村、仙屏村、王坑村、杏林村、定田村、后垅村、仁坂村、朱公村、四定村、大沧村、利畲村、周溪村、义洋村、首占村、凤岩村、岐山村、百沙村、后坂村、溪东村、蒲边村、兰水村、赤石村和林场村。